# Peugeot 208

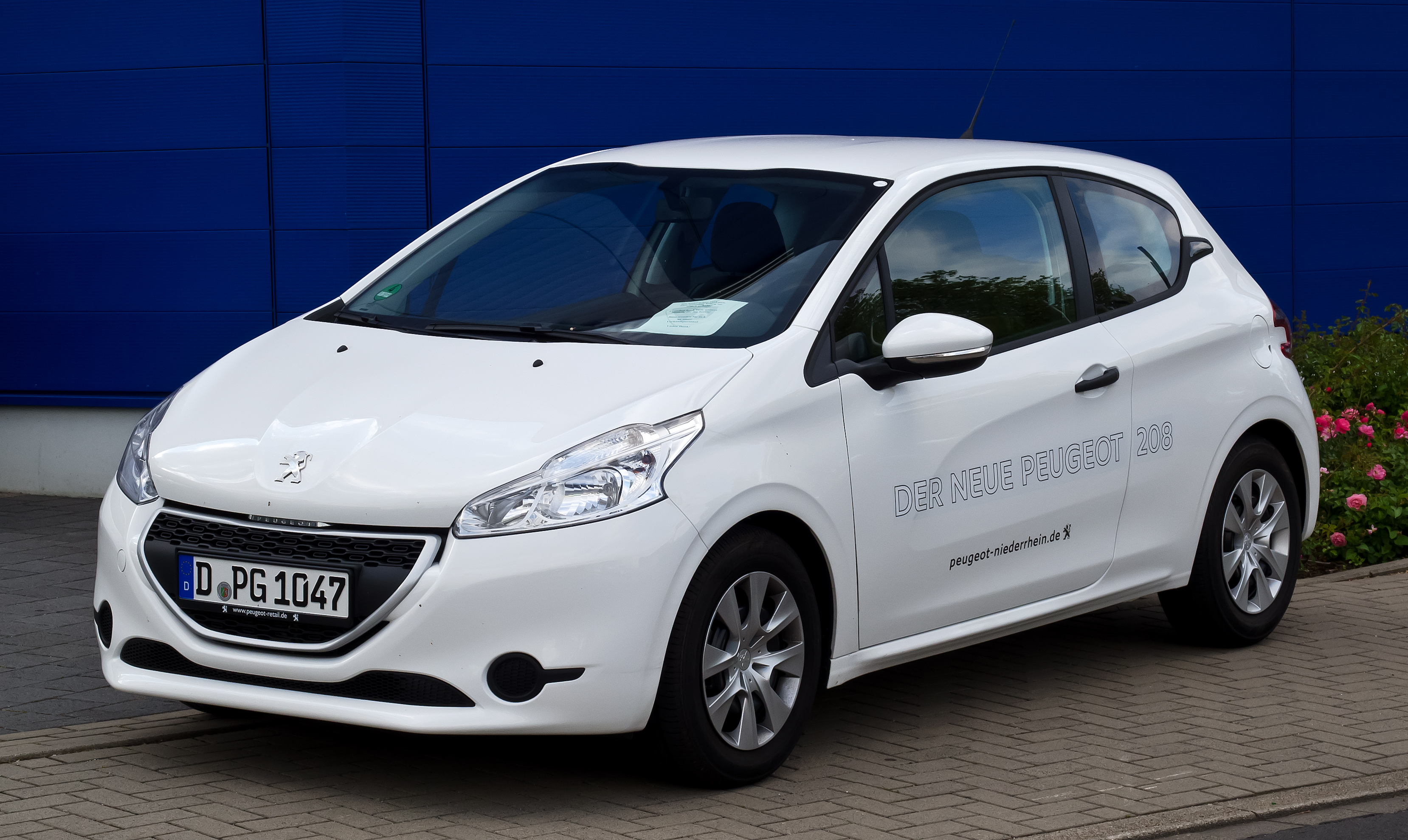
Peugeot 208 68 VTi Access

Peugeot 208 är en småbil som presenterades 2011 (2012 års modell) som ersättare till 207-modellen. Tvärtemot vad som är vanligt i branschen är 208:an något mindre än sin föregångare, och anknyter i formspråket mer till den klassiska 205. Vikten har också sänkts med 173 kg jämfört med 207, vilket tillsammans med snålare motorer bidrar till lägre bränsleförbrukning. 
Under 2012 erbjuds Peugeot 208 som 3- eller 5-dörrars halvkombi. Motor- och växellådsalternativen som erbjuds är följande:
Bensin:
- 1,0 VTi, 3-cylindrig, 68 hk, 5-vxl manuell
- 1,2 VTi, 3-cylindrig, 82 hk, 5-vxl manuell
- 1,4 VTi, 4-cylindrig, 95 hk, 5-vxl manuell
- 1,6 Turbo, 4-cylindrig, 156 hk, 6-vxl manuell (endast 3-dörrars)

Diesel:
- 1,4 e-HDi, 68 hk, automatiserad 5-vxl manuell
- 1,4 HDi, 68 hk, 5-vxl manuell (endast 5-dörrars)
- 1,6 e-HDi, 92 hk, 5-vxl man. alt. automatiserad 6-vxl man. (endast 5-dörrars)

Dieselmotorerna 1,4 e-HDi och 1,6 e-HDi har start- och stoppsystem